# Kaouther Ben Hania
Kaouther Ben Hania, född 27 augusti 1977 i Sidi Bouzid, är en tunisisk filmregissör.
Ben Hania har nominerats till flera filmpriser. Hennes långfilm The Man Who Sold His Skin nominerades till en Oscar för bästa internationella långfilm inför Oscarsgalan 2021 och dokumentärfilmen
Fyra döttrar, som vann L'Œil d'or för bästa dokumentärfilm på Filmfestivalen i Cannes 2023, nominerades till en Oscar för bästa dokumentär inför Oscarsgalan 2024. Ben Hania är därmed den första kvinnliga arabiska filmregissör som har nominerats till två Oscar.

## Filmer

### Kortfilmer (urval)
- 2004: La Brèche
- 2006: Moi, ma sœur et la chose
- 2010: Les imams vont à l'école (dokumentär)
- 2013: Peau de colle
- 2023: Fyra döttrar (dokumentär)

### Långfilmer
- 2014: Le Challat de Tunis
- 2016: Zaineb n’aime pas la neige
- 2017: Skönheten och odjuren La Belle et la Meute)
- 2020: The Man Who Sold His Skin